# Trh práce
Trh práce je založen na vztahu toho, kdo svoji práci nabízí, a toho, kdo je ochoten za práci zaplatit. Snahou nabízejícího je svou práci prodat za co nejvyšší cenu. Kupující naopak chce, aby cena byla co nejnižší a současně práce dostatečně kvalitní.
Základním principem chování na trhu práce je svobodné rozhodnutí nabízejícího, zda svou práci nabídne, a neméně svobodné rozhodnutí kupujícího, zda za práci zaplatí.
Člověk nabízející práci se nazývá zaměstnanec, zhotovitel nebo dodavatel a kupující se nazývá zaměstnavatel nebo odběratel. Mezi nimi vzniká pracovněprávní vztah, tedy pracovní poměr, služební poměr, dohody o práci mimo pracovní poměr, případně dodavatelsko-odběratelský vztah. Pracovní poměr může vzniknout dvojím způsobem, a to jmenováním do funkce  nebo na základě pracovní nebo obdobné smlouvy.

## Nezaměstnanost
Při zkoumání trhu práce se ekonomové snaží porozumět  tomu jak funguje nezaměstnanost  a na čem závisí výše mezd. Za hlavní příčiny trvalé nezaměstnanosti jsou považovány takové, které způsobují strukturální nerovnováhu a snižují pružnost trhu práce bez ohledu na fázi ekonomického cyklu. Za nejvýznamnější příčinu je považována nízká motivace nezaměstnaných vyplývající z nevýhodného poměru mzdy a sociálních dávek. Následují příčiny jako strukturální změny, nízká kvalifikační úroveň nezaměstnaných, špatná dopravní obslužnost a další.
Nesmíme opomenout i tzv. sezónní nezaměstnanost, která je vyvolaná proměnlivostí trhu práce, zejména v  průběhu roku.  
Na trhu práce se také podílejí nezávislé fyzické i právnické osoby, zde vzniká mezi účastníky smluvní vztah typu dodavatel–odběratel při prodeji výrobku nebo služby. Seznam možných typů dodavatelů je vymezen termínem právní forma podnikání, místo nezaměstnanosti se zde mění nabídka a množství zakázek.

## Omezení trhu práce
- Různost povolání, která sama o sobě komplikuje pohled na trh práce jako celek. Právník nedělá práci dřevorubce a naopak.
- Nepružnost mezd směrem dolů daná inflací, pracovními smlouvami, tlakem odborů apod.
- Obtíže při výpovědi nebo zaškolování nových zaměstnanců.
- Mzda = transferová platba + renta

## Makroekonomický a mikroekonomický pohled
Na trh práce můžeme nahlížet jak z makroekonomického, tak mikroekonomického pohledu. Mikroekonomie studuje chování jednotlivce na trhu práce. Makroekonomie naopak studuje vzájemný vztah trhu práce a ostatních trhů (peněžní trh, trh zboží, zahraniční obchod). Sleduje, jak vztahy těchto trhů ovlivňují makroekonomické proměnné jako nezaměstnanost, výše důchodů a hrubý domácí produkt.

### Segmentace trhu práce
Považujeme za procesy, díky nimž dochází k oddělení určitých skupin profesí nebo povolání a rozdělení trhu na části, které jsou na sebe závislé např. tak, že mohou záviset na vztahu pracovníka k zaměstnavateli, může se jednat o charakteristiku pracovníka jako je národnost, rasa, věk nebo pohlaví.

## Účastníci trhu práce
- Zaměstnavatel
- Zaměstnanec
- Agenturní pracovník, viz Agenturní zaměstnávání, Agentura práce, Bodyshopping
- Nádeníci pracující bez smlouvy (práce na černo)
- Zahraniční pracovník – Gastarbeiter
- Otroci, nevolníci, robotníci, nuceně nasazení – viz články Otrokářství, Nevolnictví, Robota, Nucená práce, Ostarbeiter, Dětská práce
- Smluvní služebníci (historický pojem)
- Veřejná služba (práce nezaměstnaných), Veřejně prospěšné práce (pro obec)
- Obecně prospěšné práce[zdroj⁠?!] – alternativní trest soudu

Trh práce ovlivňují také osoby poskytující méně závislou práci nebo jinak ovlivňující velikost trhu:
- Brigádník, viz článek Brigáda (přivýdělek), pracovní praxe, stáže
- Dobrovolník, účastník Akce Z, stachanovec, misionář, dobrovolný hasič nebo záchranář
- Osoba samostatně výdělečně činná (OSVČ), Svobodné povolání (viz výčet v tomto článku)
- Profesionál – freelancer pracující takzvaně na volné noze
- Živnostník (tradesman, sole trader) – například Hodinový manžel nebo pracující ve Švarc systému
- Zhotovitel a objednatel – smlouva o dílo
- Uchazeči o zaměstnání
- Občasné práce – přivýdělky, mikropráce, příležitostná osobní silniční doprava, komparz
- Sousedská výpomoc – viz Společenská úsluha